# Beretta M1923
Beretta M1923 — итальянский самозарядный пистолет, состоявший на вооружении армии Италии с 1923 по 1945 годы. Был разработан как модификация модели 1915/1919. Использовал стандартные патроны 9×19 мм Глизенти, однако не располагал достаточно убойной силой по сравнению с другими моделями Беретты ввиду невысокой надёжности и низкой эффективности патронов по сравнению с 9-мм патронами для Парабеллума.

## История
В годы Первой мировой войны были разработаны пистолеты от Беретты образца 1915 года: принцип отдачи со свободным затвором и использование 9-мм патрона Глизенти были реализованы оружейником Туллио Маренгони в модели Beretta M1915, который использовал два предохранителя и был небольшим по размерам. Вместе с тем он не был полностью безопасным во время стрельбы. В 1919 году был подобран патрон калибром 7,65 мм для пистолета, а также изменён ударно-спусковой механизм. Затвор был приведён к современному виду пистолетов Беретты.
В 1923 году основным калибром был признан 9-миллиметровый патрон Глизенти, после чего была разработана новая модель специально под этот калибр — Beretta M1923. Новая модель имела курок с кольцом. В пистолете применялся механизм отдачи при выстреле, поскольку новый патрон от Глизенти имел уменьшенный заряд. Для стрельбы использовались коробчатые магазины на 7 патронов, длина ствола достигала 100 мм. На затворе изображалась маркировка «PISTOLA-BERETTA-9M BREV. 1915-1915-mo 1923», что указывало на точное происхождение модели. Иногда к пистолету пристраивалась дополнительная рукоятка, что могло переводить пистолет в режим стрельбы очередями наподобие Mauser C96.
Использование патронов Шорт калибром 9 мм могло привести к повреждению пистолета, поэтому пистолет вскоре сняли с вооружения, заменив новыми моделями Beretta M1934. Производство прекратилось фактически в 1925 году.